# Carlos Valcárcel y Ussel de Guimbarda
Carlos Valcárcel y Ussel de Guimbarda (Mula (Múrcia), 9 de setembre de 1819 - Madrid, 3 d'abril de 1903) fou un militar i polític espanyol, almirall de l'Armada Espanyola i ministre de Marina sota el regnat d'Alfons XII d'Espanya.

## Biografia
El seu pare era un alferes de navili originari de Cartagena. Ingressà a l'Escola Naval Militar i el 1837 fou nomenat guardiamarina. El 1846 fou ascendit a tinent de navili i comandà el falutx Aníbal i els bergantins Isabel II i Escipión, amb els quals intervingué en els incidents de Barcelona de 1852. Després fou destinat a Cuba, on el 1857 és ascendit a capità de fragata i destinat al port de Matanzas. El 1864 serà ascendit a capità de navili i participarà en la Guerra hispanosudamericana, on prendrà part activa en el bloqueig dels ports de Valparaíso i El Callao. Per aquestes accions el 1866 fou ascendit a brigadier i el 1869 a contralmirall.
Després participaria també en la tercera guerra carlina, després de la qual fou guardonat amb la creu llorejada de Sant Ferran. El 1881 fou ascendit a contralmirall i fou destinat a la posta de l'Havana i després a Cartagena. El 13 d'octubre de 1883 fou cridat per José de Posada Herrera perquè formés part del seu govern com a Ministre de Marina, càrrec que va mantenir fins a gener de 1884. El 1893 fou nomenat senador vitalici i el 1899 ascendit a almirall.
Va morir el 3 d'abril de 1903 d'un atac d'urèmia poc després de rebre l'Orde del Toisó d'Or. Endemés ha rebut, entre altres condecoracions, la Creu de Carles III, Creu de Sant Hermenegild, la Gran Creu del Mèrit Naval i la Gran Creu d'Isabel la Catòlica.